# Dubenec, Příbram
Dubenec là một làng thuộc huyện Příbram, vùng Středočeský, Cộng hòa Séc.